# Clavus infrafusca
Clavus infrafusca é uma espécie de gastrópode do gênero Clavus, pertencente a família Drilliidae.